# 坂本素魯哉

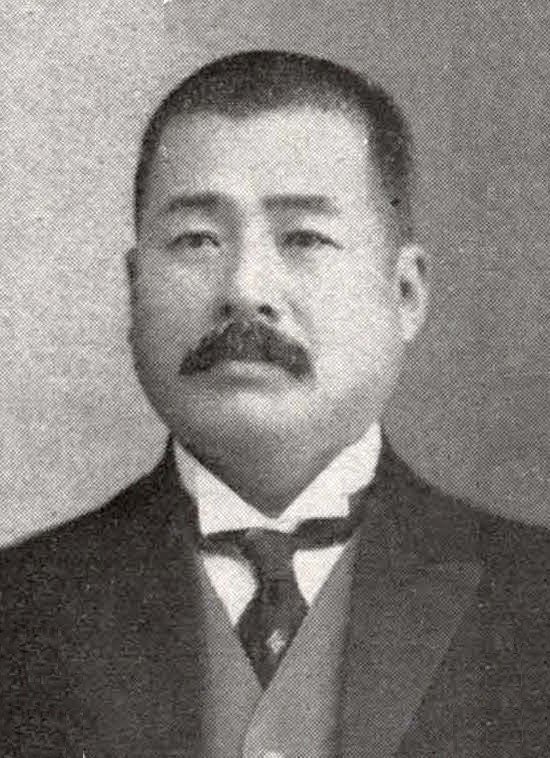
坂本素魯哉

坂本素魯哉（1868年11月10日—1938年8月3日），日本土佐國（今高知縣）人，銀行家、實業家、政治人物、教育家。曾擔任彰化銀行支配人（經理）、眾議院議員。

## 生平
坂本素魯哉在1868年11月10日生於土佐國長岡郡瓶岩村（今高知縣南國市），為坂本松次長男。幼年時才學兼優，有「神童」之稱。1885年從高知縣師範學校畢業，在縣內小學校擔任教職。後因想從事法律相關工作，先後畢業於關西法律學校（關西大學前身）、明治法律學校（明治大學前身），之後受到日本銀行總裁川田小一郎的賞識，便進入該銀行工作。
1896年10月（一說11月），日本銀行將在台北設立出張所，聘僱坂本素魯哉到台灣任職，後輾轉任職於基隆、嘉義、澎湖等地的出張所。1899年，台灣銀行成立，曾任嘉義、淡水出張所所長。
1905年7月，彰化銀行成立，坂本被聘為支配人（經理），翌年擔任彰化街內地人組合長及彰化廳地方稅務調查委員，1911年6月擔任取締役（董事）兼支配人。1914年3月擔任該銀行專務取締役，並於同年擔任台中實業協會會長。1915年創立臺中幼稚園，並擔任園長長達11年，對地方教育發展有極大的貢獻。1919年5月，擔任臺灣電力株式會社設立委員，同年9月，任在鄉軍人臺中聯合會分會顧問。

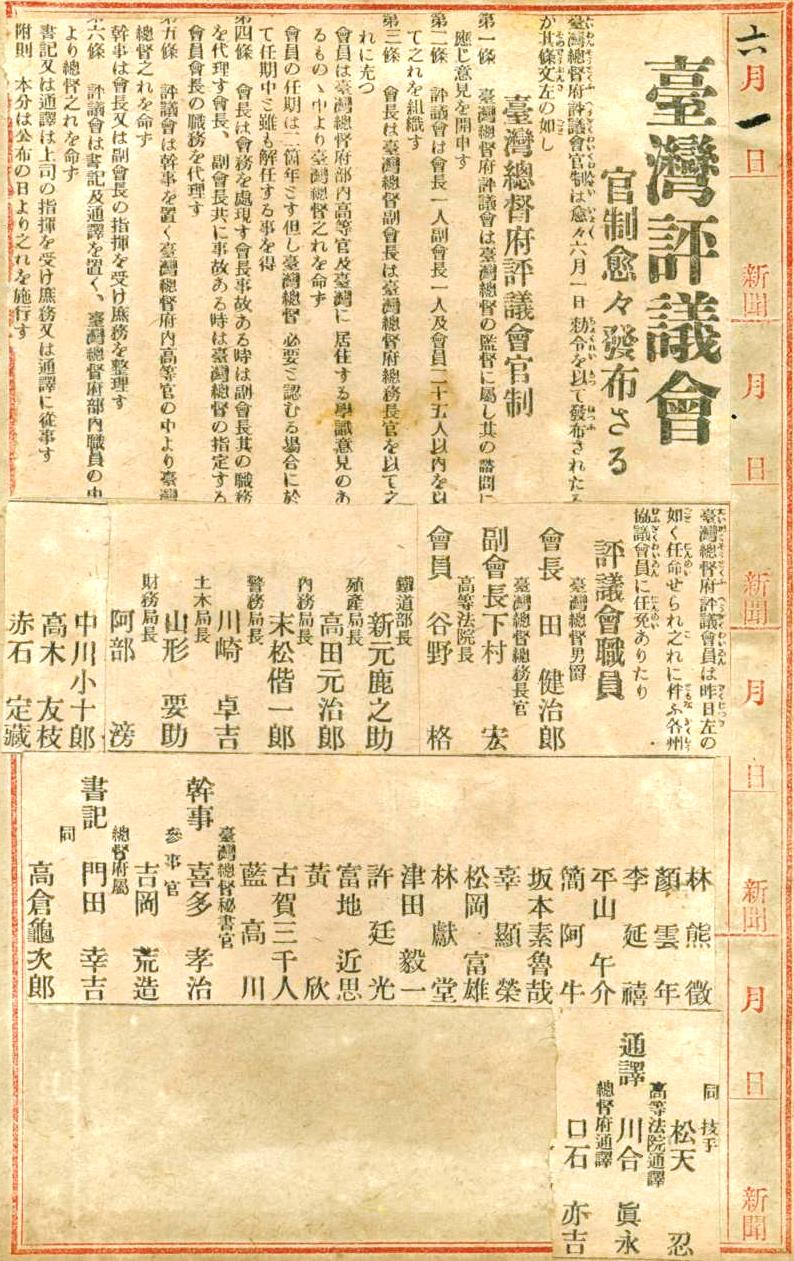
坂本素魯哉曾於1921年獲選為總督府評議員

1920年5月，應其弟坂本志魯雄之邀，當選眾議院議員。同年10月擔任臺中州協議會員，協助臺中州知事加福豐次倡設臺中州立圖書館。翌年8月擔任臺中市勸業委員、社會事業委員、臺灣總督府評議員，1922年3月，兼任總督府史料編纂會評議員、囑託等職。除此之外，坂本也曾擔任海南製粉株式會社、臺中輕鐵株式會社、臺灣果物株式會社社長、彰南鐵道株式會社、臺灣軌道株式會社、臺灣製麻株式會社、新竹製糖株式會社、打狗土地株式會社取締役、臺灣產業株式會社、牛罵頭輕便鐵道株式會社、臺灣製紙株式會社、臺灣煉瓦株式會社、日本拓殖株式會社、比律賓産業株式會社、臺中劇場株式會社監査役、臺灣新聞株式會社監察役、相談役。
1938年3月，坂本再度擔任彰化銀行取締役，後於同年8月3日逝世，享年70歲。